# Gare de Qiqihar-Sud
La gare de Qiqihar-Sud (chinois : 齐齐哈尔南站 ; pinyin : qíqíhā'ěr nán zhàn, est une gare TGV chinoise, où elle est classée de premier rang, située à Qiqihar, à l'Ouest de la province du Heilongjiang, au Nord-Est (Dongbei).
Elle comporte notamment la ligne LGV Hailar - Qiqihar (zh) (哈齐高铁) reliant Hailar (Hulunbuir, Mongolie-Intérieure) à Qiqihar.
La ligne Siping-Qiqihar (zh) (平齐铁路) reliant Siping (Jilin) à la gare de Qiqihar (centre), conventionnelle, s'y arrête également.